# كين غرين (لاعب كرة سلة مواليد 1959)
كين غرين (بالإنجليزية: Ken Green)‏ مواليد 19 سبتمبر 1959، هو لاعب كرة سلة أمريكي سابق. تم اختياره من قبل فريق دنفر ناغتس خلال الدرافت. حمل الرقم 3. يبلغ طوله 6 قدم 8 بوصة (2.0 م). لعب مع نيويورك نيكس في الرابطة الوطنية لكرة السلة.

## روابط خارجية
- كين غرين على موقع إن بي أي (الإنجليزية)
- كين غرين على موقع سبورتس رفرنس (الإنجليزية)
- كين غرين على موقع كلية كرة السلة في سبورتس رفرنس.كوم (الإنجليزية)
- كين غرين على موقع ريلجم (الإنجليزية)
- كين غرين على موقع بروبوليرز (الإنجليزية)